# District de Chepigana
Le district de Chepigana est l'une des divisions qui composent la province de Darién, au Panama.

## Histoire
Cette réserve forestière a été déclarée par le décret exécutif 94 du 28 septembre 1960.

## Division politico-administrative
Elle est composée de dix corregimientos :
- La Palma
- Camoganti
- Chepigana
- Garachiné
- Jaqué
- Puerto Piña
- Sambú
- Setegantí
- Taimatí
- Tucutí

## Crédit d'auteurs
- (es) Cet article est partiellement ou en totalité issu de l’article de Wikipédia en espagnol intitulé « Distrito de Chepigana » (voir la liste des auteurs).